# Iker Losada
Iker Losada Aragunde (Catoira, 1º agosto 2001) è un calciatore spagnolo, centrocampista del Celta Vigo in prestito dal Real Betis.

## Carriera

### Club
Losada è cresciuto nel settore giovanile del Celta Vigo e nel 2018 è stato assegnato alla squadra B in Segunda División B. Ha fatto il suo esordio in prima squadra il 17 agosto 2019 nella partita di Primera División persa 3-1 contro il Real Madrid dove ha realizzato l'unica rete della sua squadra.
Al termine della stagione 2022-2023 è rimasto svincolato ed il 5 luglio ha firmato con il Racing Ferrol, appena promosso in seconda divisione. Divenuto da subito titolare, ha giocato 45 incontri segnando 9 reti e fornendo 7 assist ed il 6 luglio 2024 è stato acquistato dal Real Betis.
Il 30 gennaio 2025 ritorna in prestito, fino al termine della stagione, al Celta Vigo.

### Nazionale
Ha giocato nelle nazionali giovanili spagnole Under-18 ed Under-19.

## Statistiche

### Presenze e reti nei club
Statistiche aggiornate al 19 ottobre 2024
| Stagione        | Squadra         | Campionato      | Campionato | Campionato | Coppe nazionali | Coppe nazionali | Coppe nazionali | Coppe continentali | Coppe continentali | Coppe continentali | Altre coppe | Altre coppe | Altre coppe | Totale | Totale | Totale |
| Stagione        | Squadra         | Comp            | Pres       | Reti       | Comp            | Pres            | Reti            | Comp               | Pres               | Reti               | Comp        | Pres        | Reti        | Pres   | Reti   |        |
| --------------- | --------------- | --------------- | ---------- | ---------- | --------------- | --------------- | --------------- | ------------------ | ------------------ | ------------------ | ----------- | ----------- | ----------- | ------ | ------ | ------ |
| 2018-2019       | Celta Vigo B    | SDB             | 4          | 0          | -               | -               | -               | -                  | -                  | -                  | -           | -           | -           | 4      | 0      |        |
| 2019-2020       | Celta Vigo B    | SDB             | 15         | 1          | -               | -               | -               | -                  | -                  | -                  | -           | -           | -           | 15     | 1      |        |
| 2020-2021       | Celta Vigo B    | SDB             | 25         | 3          | -               | -               | -               | -                  | -                  | -                  | -           | -           | -           | 25     | 3      |        |
| 2021-2022       | Celta Vigo B    | PDR             | 26         | 3          | -               | -               | -               | -                  | -                  | -                  | -           | -           | -           | 26     | 3      |        |
| 2022-2023       | Celta Vigo B    | PF              | 35         | 9          | -               | -               | -               | -                  | -                  | -                  | -           | -           | -           | 35     | 9      |        |
| Totale Celta B  | Totale Celta B  | Totale Celta B  | 105        | 16         |                 | -               | -               |                    | -                  | -                  |             | -           | -           | 105    | 16     |        |
| 2019-2020       | Celta Vigo      | PD              | 2          | 1          | CR              | 2               | 0               | -                  | -                  | -                  | -           | -           | -           | 4      | 1      |        |
| 2023-2024       | Racing Ferrol   | SD              | 42         | 9          | CR              | 3               | 0               | -                  | -                  | -                  | -           | -           | -           | 45     | 9      |        |
| 2024-2025       | Real Betis      | PD              | 5          | 0          | CR              | 0               | 0               | UCL                | 2                  | 0                  | -           | -           | -           | 7      | 0      |        |
| Totale carriera | Totale carriera | Totale carriera | 154        | 26         |                 | 5               | 1               |                    | 2                  | 0                  |             | -           | -           | 161    | 27     |        |